# Kosberg (cráter)

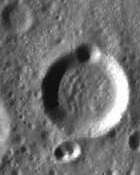
Imagen LRO

Kosberg es un pequeño cráter de impacto lunar, situado cerca del centro de la enorme planicie amurallada del cráter Gagarin. También se encuentra justo al oeste de Gagarin G, un cráter de tamaño similar con forma de cuenco, pero más profundo y prominente. Pertenece a la cara oculta de la Luna y por lo tanto no se puede ver directamente desde la Tierra.
|  |

Se trata de un cráter de fondo plano, con un borde exterior circular, paredes interiores inclinadas simples y un suelo interior algo accidentado. El cráter cercano Balandin (al noreste y dentro de Gagarin) también tiene un suelo ligeramente accidentado.